# Колабудаон
Колабудаон  (швед. Kålabodaån) — річка на півночі Швеції, у лені Вестерботтен. Довжина річки становить 30 км, площа басейну  — 505,7 км²   Середня річна витрата води — 5,37 м³/с.    
Більшу частину басейну річки — 81,62 % — займають ліси. Болота й озера займають відповідно 2,24 % та 1,2 % площі басейну. Території сільськогосподарського призначення займають 14,58 % площі басейну. 